# جولیان رولیه
جولیان رولیه (انگلیسی: Julian Rullier؛ زادهٔ ۴ آوریل ۱۹۹۰) بازیکن فوتبال اهل فرانسه است.